# Курлек (Томський район)
Курле́к (рос. Курлек) — село у складі Томського району Томської області, Росія. Входить до складу Калтайського сільського поселення.

## Населення
Населення — 1382 особи (2010; 1339 у 2002).
Національний склад (станом на 2002 рік):
- росіяни — 94 %